# Traktat w Tartu (sowiecko-fiński)
Traktat w Tartu (ros. Тартуский мирный договор, fiń. Tarton rauha) – traktat pokojowy zawarty 14 października 1920 roku między Finlandią a RFSRR. W traktacie określony został przebieg granicy fińsko-sowieckiej po zakończeniu wojny domowej w Finlandii. Zgodnie z wymogami art. 18 traktatu wersalskiego zarejestrowany w Sekretariacie Ligi Narodów. Spisany w językach: fińskim, szwedzkim i rosyjskim, na potrzeby Sekretariatu Ligi Narodów przetłumaczony na język francuski, wszystkie teksty autentyczne (art. 38). 
Traktat został potwierdzony w pakcie o nieagresji podpisanym w Helsinkach 21 stycznia 1932, przedłużonym w Moskwie 7 kwietnia 1934 do końca 1945. 
Oba kraje przystąpiły także do paktu przeciwwojennego Brianda-Kellogga z 1928 i do konwencji o określeniu napaści z 1933, pomyślanej jako jego uzupełnienie.
Traktaty zostały złamane w 1939 roku przez ZSRR, który rozpoczął wojnę zimową. Za napaść tę ZSRR został wykluczony z Ligi Narodów.
Wśród postanowień pokoju z Tartu był m.in. przewidziany zwrot przejętych przez Finlandię okrętów rosyjskich – jednakże z uwagi na ich niską wartość bojową i przestarzałość, jedynie część została zwrócona, natomiast Finlandia odkupiła sześć kanonierek, trzy torpedowce, dwa trałowce i stawiacz min dla swojej marynarki po cenie złomu.